# Nephodia interposita
Nephodia interposita là một loài bướm đêm trong họ Geometridae.